# Aizu
Aizu (会津?) è la più occidentale delle tre regioni in cui, per diverse caratteristiche geografiche, è suddivisa la prefettura di Fukushima, in Giappone.

## Descrizione
Le altre due regioni sono Nakadōri, nella parte centrale della prefettura, e Hamadōri, ad est. La principale città della zona è Aizuwakamatsu. La superficie di Aizu è di 5420,69 km² ed ha una popolazione di 270 648 abitanti, dal 1º ottobre 2017.

## Storia
Durante il periodo Edo, Aizu era un feudo, noto come dominio di Aizu, e parte della provincia di Mutsu.